# Saint-Geniès-de-Malgoirès
Saint-Geniès-de-Malgoirès – miejscowość i gmina we Francji, w regionie Oksytania, w departamencie Gard.
Według danych na rok 1990 gminę zamieszkiwało 1696 osób, a gęstość zaludnienia wynosiła 147 osób/km² (wśród 1545 gmin Langwedocji-Roussillon Saint-Geniès-de-Malgoirès plasuje się na 225. miejscu pod względem liczby ludności, natomiast pod względem powierzchni na miejscu 672.).